# グレプ・ウラジミロヴィチ (リャザン公)
グレプ・ウラジミロヴィチ（ロシア語: Глеб Владимирович、生年不詳 - 1219年）は、プロンスク公ウラジーミル・グレボヴィチの子である。リャザン公：1212年 - 1217年?。

## 生涯
グレプは1195年にコンスタンチンの結婚式に参加したという記述がある。1196年には妻の父である、スモレンスク公ダヴィドの側に立ってチェルニゴフ公国との戦いに参加し、劣勢となったため逃れている（ルーシ内戦 (1195年 - 1196年)）。
リャザン公国をめぐる権力闘争に関しては、1207年に、兄弟のオレグと共に、おじのロマン(ru)、スヴャトスラフ(ru)を弾劾し、この2人のおじと、いとこのイングヴァリ(ru)、ユーリーを投獄した。その後、グレプと共同統治という形で、リャザン公国はウラジーミル大公国の公子ヤロスラフに、プロンスク公国はグレプの兄弟のオレグに与えられた。しかしこれらの地でのグレプの権力は小さなものであった。グレプは1209年にはリャザンを自分の所有地に併合しようと画策したが失敗に終わっている。
1217年、グレプは兄弟のコンスタンチン（上記のコンスタンチンとは別人）と共にイサドィ諸公会議を開催した。V.タチーシチェフ(ru)の説では、捕虜の身にあったおじのロマンの死（1216年）後の分領公国の分配を目的とした会議であったとされている。グレプとコンスタンチンはこの会議で、ポロヴェツ族の手を借りて、実の兄弟のイジャスラフと、ロマンら5人のいとこを殺害した。しかし、その後のリャザン公位は公会議で承認を受けていないイングヴァリ（上記のイングヴァリ）が手に入れた。グレプ・コンスタンチンとポロヴェツの軍は、ウラジーミル・スズダリ公国軍の援助を受けたイングヴァリの軍に粉砕された。その後まもなく、グレプは発狂してステップで死亡した。
妻はスモレンスク公ダヴィドの娘。子については不明である。